# Ofion
Ofion (Όφίων, Ophiôn) u grčkoj mitologiji primordijalna je zmija koja je vladala s Eurinomom, a nakon toga s prijestolja su ih zbacili Reja i Kron.

## Etimologija
Ofionovo grčko ime znači "zmija".

## Mitologija
Nigdje nije rečeno tko su Ofionovi roditelji, ali su to najvjerojatnije Geja (Majka Zemlja) i njezin sin-muž Uran (Otac Nebo).
Ferekid prvi spominje Ofiona, a priča je bila popularna u orfičkoj poeziji te su sačuvani neki fragmenti. Ferekid govori da su se bogovi predvođeni Kronom borili s jedne strane, a Ofion i njegova djeca s druge strane. Pobjednik je onaj koji gurne drugu stranu u Ogen (Ogenos) te će tako zadržati nebesa.
Apolonije s Roda u svojoj Argonautici opisuje pjesmu o Orfeju u kojoj on, među ostalim o stvaranju svijeta, pjeva i o Ofionu te njegovoj ženi Eurinomi, Okeanovoj kćeri, koji vladaju snježnim Olimpom te da su ih Reja i Kron zbacili s prijestolja u more, k Okeanu.
Robert Graves pokušao je rekonstruirati pelazgijski kreacionistički mit o Ofionu kao zmiji koju je stvorila superiorna božica Eurinoma plešući na valovima. Oplodila ju je zmija te je u obličju Noći položila zlatno jaje na vode iz kojeg se izlegao svijet. Potom su Ofion i Eurinoma živjeli na Olimpu, sve dok je Ofionova samohvala nije natjerala da ga izbaci u tamu ispod zemlje.
Ofion se može povezati s najstarijim Titanom Okeanom, a Eurinoma s Okeanovom ženom Tetijom. Ofiona bi se moglo poistovjetiti i s Kronom, primordijalnim bogom, po kojem je nazvan Titan Kron.

## Vanjske poveznice
- Ofion u klasičnoj literaturi i umjetnosti (engl.)